# Karabiner 88
Der Karabiner 88 (auch Kar 88 oder K88 genannt) war die Karabiner-Variante des Kommissionsgewehr M1888. Er wurde am 4. November 1891 beim Deutschen Heer eingeführt als kurze führige Version für die berittenen Truppenteile (Kavallerie).

## Geschichte
Nachdem in Frankreich das rauchschwache Schießpulver entwickelt worden war und das M1886 Lebel an die Truppe ausgegeben wurde, musste Deutschland schnell nachziehen. Im Auftrag der Gewehr-Prüfungskommission entwickelten mehrere Büchsenmacher aus unterschiedlichen Erfindungen und Patenten ein neues Gewehr, das Kommissionsgewehr M1888. So hatte Deutschland ein neues modernes Gewehr, welches an die Infanterie ausgeteilt werden konnte. Jedoch wurde schnell klar, dass auch ein neuer Karabiner benötigt wurde. Speziell die Soldaten die keinen direkten Fronteinsatz sahen, wie z. B. Artillerie-, Versorgungs- und Radfahrertruppen, aber vor allem auch die Kavallerie benötigte ein neues Gewehr. Die Bewaffnung dieser bestand bislang größtenteils noch aus Mauser M71 Karabinern oder noch schlimmer, konvertierten Chassepot-Gewehren. Es gab zwar einen Mehrlader, das Mauser M71/84 Gewehr, das besaß aber einen Kropatschek-Mechanismus, der genauso wie das M1886 Lebel kaum zu einem Karabiner gekürzt hätten werden können.
Daher wählte man das Kommissionsgewehr M1888 als Karabiner-Variante. Er wurde am 4. November 1891 beim Deutschen Heer eingeführt. Ab 1890 kamen dann die ersten großen Stückzahlen aus den Betrieben. Produziert wurden sie überwiegend von zwei privaten Betrieben in Suhl, C.G. Haenel und V.C Schilling, obwohl 1891 auch ein Auftrag von 25.000 Karabinern an die Gewehrfabrik Erfurt ging.
Der erste Einsatz fand bei der Polizei während eines Aufstands im Ruhrgebiet statt. Nach Beschwerden von Soldaten, dass der Karabiner 88 nicht zu einem „Tipi“ aufgestellt werden konnte, wie es bei anderen Karabinern zu dieser Zeit üblich war, entwickelte man das Gewehr 91. Obwohl dies immer noch ein Karabiner war, wurde es als Gewehr 91 (oder Gew. 91) bezeichnet. Dieses besaß einen Zusammenstellhaken und einen Schutz vor ausweichendem Gas bei gerissenen Hülsen. Das Gewehr 91 wurde nur bei der Artillerietruppe ausgegeben. Ab 1904/05 wurde der Karabiner auf die neue Patrone 8 × 57 IS umgerüstet und genutzt, bis Mauser M98 Karabiner sie ablösten. Bis in die 1920er Jahre wurden sie noch bei der Grenzaufsicht genutzt.
Beim Ausbruch des Ersten Weltkriegs wurden alle im Inventar befindlichen Karabiner 88 für den Fronteinsatz genutzt. Nach dem Ende des Ersten Weltkriegs und der Unterzeichnung des Versailler Vertrag wurden die meisten Karabiner 88 zerstört, weil aufgrund der Limitierung der Waffen Mauser M98 Gewehre und Karabiner präferiert wurden. Heutzutage ist der Karabiner 88 und vor allem das Gewehr 91 sehr rar.

## Technik

### Mechanik

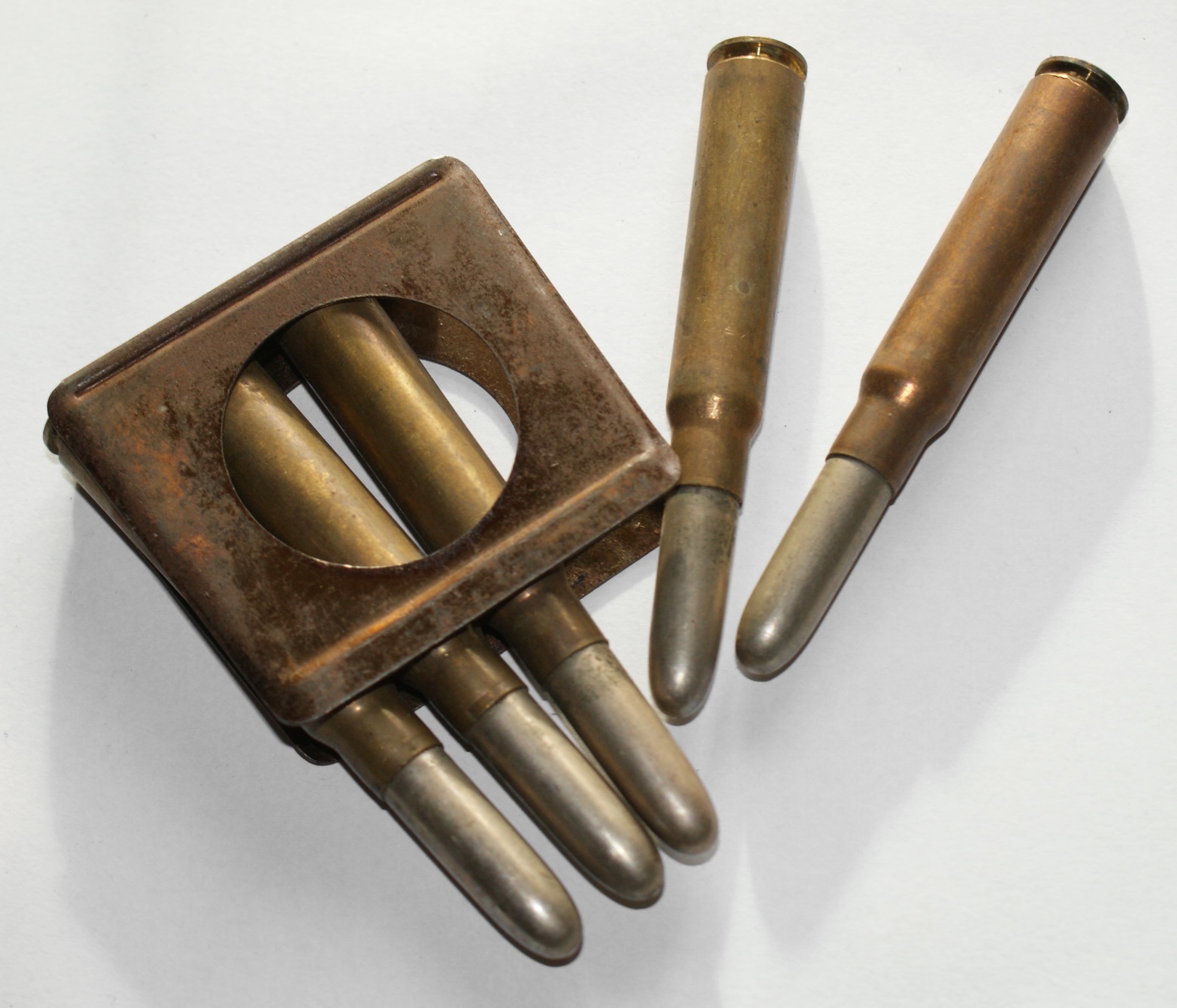
Laderahmen im Mannlicher Stil - 8 x 57mm I Patronen

Mechanisch ist der Karabiner 88 identisch zu dem Kommissionsgewehr M1888, aber deutlich gekürzt. Der Kammerstängel am Verschluss war hier aber löffelartig und gebogen, sodass wenn am Rücken getragen, es sich nicht selbstständig aufschließen kann. Am Ende der Mündung ist eine große stoßsichere Abschlusskappe, ähnlich wie beim Zündnadelkarabiner M57. Eine Idee die Jahrzehnte hinweg weiter genutzt wurde, war der Durchbruch im Stutzen als Halterung für den Riemen und eine Ringhalterung am vorderen Schaft. Aufgrund seiner Größe und des Gewichts war der Karabiner sehr handlich und sehr mobil, ein daraus folgendes Problem war aber der immense Rückstoß und ein großer Feuerball am Mündungsende. Dieses Problem wurde mit der Einführung der leistungsfähigeren Spitzer-Patrone nur schlimmer.
Andere Probleme waren die vom Kommissionsgewehr M1888 übernommenen Probleme mit dem Verschluss, siehe Mängel des Gewehrs 88.

### Munition
Anfangs verwendete man noch die Patrone M88 (8 × 57mm I) auf einer normalen Nitrozellulose-Basis mit einem Rundkopfprojektil. Dieses führte oft zum immensen Verschleiß des Laufes, weshalb dieser alle paar Jahre ausgetauscht werden musste.
Ab 1903/04 wurde der Karabiner 88 auf die neue Spitzer-Patrone (8 × 57mm IS) umgebaut. Wegen der leistungsstärkeren Treibladung aus Nitrozellulose und Nitroglyzerin wurde der Rückstoß unangenehm stark erhöht. Der Laufinnendurchmesser wurde wegen des größeren Projektildurchmessers der 8 × 57mm IS erhöht.

### Gewehr 91
Das Gewehr 91 (oder Gew. 91) basierte direkt auf den Karabiner 88 und besaß nur den Unterschied, dass dieses einen Zusammenstellhaken und einen Schutz vor ausweichendem Gas bei gerissenen Hülsen besaß. Der Schutz bestand in Form einer Erweiterung der Schlagbolzenmutter. Insgesamt wurde das Gewehr 91 deutlich weniger produziert, etwa 65.000 Stück.